# Aladyn

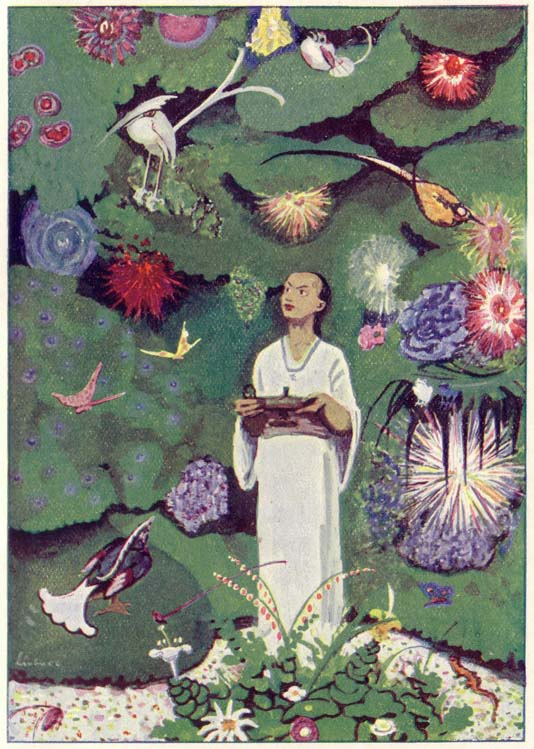
Aladyn w magicznej jaskini,
ilustracja Maxa Lieberta (1912)

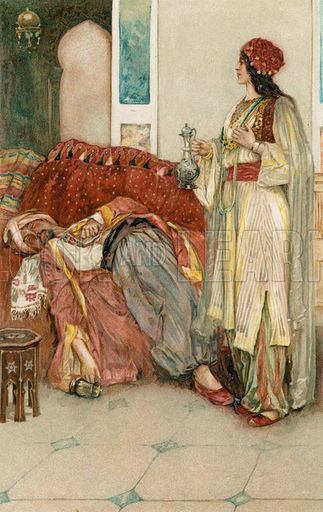
Ilustracja przedstawiająca czarownika upitego przez księżniczkę Badr al-Budur

Aladyn (oryginalna pisownia علاء الدين Ala ad-Din – „wyniosły w wierze”) – bohater jednej z opowieści Księgi tysiąca i jednej nocy, który staje się właścicielem zaczarowanej lampy, zamieszkiwanej przez potężnego, spełniającego życzenia dżinna.

## Aladyn wedługKsięgi tysiąca i jednej nocy
Akcja opowiadania toczy się w bliżej nieokreślonym mieście chińskiego cesarstwa, jednak opisane w Księdze realia wskazują, że w rzeczywistości jest to jakiś kraj muzułmański.
Główny bohater, Aladyn, jest młodym synem krawca, którym po śmierci ojca zajmowała się matka. Pewnego dnia odwiedził go nieznajomy cudzoziemiec z zachodniej Afryki, który podał się za brata zmarłego ojca. Choć ani Aladyn, ani jego matka nie wiedzieli nic o jego istnieniu, to jednak uwierzyli, że jest on stryjem Aladyna. Tak naprawdę nieznajomy ten był to zły czarnoksiężnik, który pragnął wykorzystać Aladyna do swoich celów. Czarnoksiężnik dowiedział się dawno temu o istnieniu magicznej lampy oliwnej. Odkrył też, że na całym świecie tylko jedna osoba – Aladyn – może ją zabrać z jaskini, w której jest ukryta. Planował zamordować Aladyna, gdy tylko otrzyma lampę.
Czarnoksiężnik podstępem zaprowadził Aladyna na skraj magicznej jaskini, wciąż udając jego stryja. Kazał mu wejść do środka i przynieść lampę oliwną. Na drogę dał mu magiczny pierścień – jako amulet do ochrony. Okazało się, że wewnątrz jaskini znajduje się ogród, gdzie zamiast owoców na drzewach rosną klejnoty. W środku ogrodu znajdowała się lampa. Kiedy Aladyn wracał z lampą, czarnoksiężnik chciał od razu ją dostać, nie zważając na to, że Aladyn nie mógł mu jej podać, gdyż miał zajęte ręce podczas wspinaczki na górę. Wówczas wściekły czarownik zepchnął Aladyna na dół. W tym samym czasie marmurowa płyta jaskini zapadła się. Czarownik sądząc, że Aladyn nie żyje, a lampa i pierścień są stracone, wściekły wyjechał z miasta i powrócił do swojej ojczyzny w zachodniej Afryce.
Tymczasem Aladyn przeżył i siedział przerażony w ciemności, zrozumiawszy, że rzekomy stryj zostawił go zasypanego w podziemiu na pewną śmierć. Wtedy niechcący potarł pierścień otrzymany od czarnoksiężnika. Wówczas zjawił się przed nim dżinn, który oświadczył, że jest sługą posiadacza pierścienia i czeka na jego rozkazy. Aladyn zażyczył sobie, by dżinn wyniósł go na powierzchnię. Kiedy wrócił do domu, opowiedział matce, co się stało. Parę dni później przypadkowo potarł lampę, którą przyniósł z jaskini. Wtedy pojawił się dżinn, podobny do tego, który wyszedł z pierścienia, i oświadczył, że jest sługą posiadacza lampy i czeka na jego rozkazy.
Od tej pory ubogi do tej pory Aladyn stał się człowiekiem zamożnym, gdyż wszystkie jego potrzeby spełniał dżinn z lampy. Wtedy zakochał się w pięknej córce władcy Chin (w Księdze nazywanego sułtanem), imieniem Badr al-Budur (arab. ‏بدر البدور‎). Podjął starania o jej rękę, ofiarowując sułtanowi bogate i kosztowne dary, które stworzył dla niego dżinn z lampy. Dżinn zbudował też dla niego luksusowy pałac, dzięki czemu Aladyn wystąpił przed sułtanem jako człowiek zamożny. Księżniczka Badr al-Budur była w tym czasie zaręczona z synem wielkiego wezyra, jednak Aladynowi dzięki pomocy dżinna udało się zniechęcić syna wezyra do tego małżeństwa. Wkrótce odbył się wielki ślub, a Aladyn został oficjalnie mężem księżniczki i następcą tronu. Księżniczka bardzo pokochała męża, który spełniał każde jej życzenie. Aladyna pokochał też naród, gdyż okazał się on bardzo wspaniałomyślny i hojny dla ubogich, którym rozdawał złoto i klejnoty na ulicy.
Wieści o bogactwie i hojności następcy tronu szybko się rozniosły. Dotarły one do czarnoksiężnika, który zrozumiał, że Aladyn żyje i korzysta z magicznej lampy. Przyjechał więc z powrotem do Chin w przebraniu kupca. Kiedy Aladyn przebywał na polowaniu, czarnoksiężnik podszedł pod jego pałac i udawał, że wymienia stare lampy na nowe. Księżniczka Badr al-Budur, zaintrygowana dziwnym kupcem, oddała mu lampę Aladyna, nie wiedząc, że to właśnie jej mąż zawdzięcza swoją moc i bogactwo.
Wtedy czarnoksiężnik wywołał dżinna i zażądał, by przeniósł pałac wraz z księżniczką do jego ojczyzny w zachodniej Afryce. Pragnął poślubić Badr al-Budur, w której zakochał się, gdy tylko ją zobaczył. Kiedy Aladyn wrócił z polowania, został aresztowany z rozkazu sułtana, który obwiniał go, iż przez jego czary księżniczka zaginęła. Chciał go skazać na śmierć, ale kochająca Aladyna ludność kraju wszczęła zamieszki w jego obronie. Wówczas Aladyn otrzymał 40 dni na znalezienia księżniczki, dopiero jeśli po 40 dniach jej nie znajdzie – miał być ścięty. Aladyn ruszył na poszukiwania. Wtedy przypomniał sobie o magicznym pierścieniu. Wywołał więc drugiego dżinna i od niego dowiedział się, co się stało. Dżinn nie miał mocy, by sprowadzić pałac i księżniczkę z powrotem, ale przeniósł Aladyna do zachodniej Afryki. Aladyn odnalazł swój pałac i nocą wszedł niepostrzeżenie do środka. Odnalazł tam swoją żonę, która bardzo się ucieszyła, że mąż przybył jej na pomoc. Następnej nocy Aladyn ukrył się w pałacu, a księżniczka spiła czarnoksiężnika winem. Wtedy Aladyn wyszedł z ukrycia, zabił złego czarnoksiężnika i odzyskał lampę. Z pomocą dżinna z lampy Aladyn i księżniczka przenieśli pałac z powrotem do Chin. Sułtan był szczęśliwy, że odzyskał córkę i przeprosił Aladyna za to, ze chciał go skazać na śmierć. Aladyn i Badr al-Budur żyli długo i szczęśliwie.

## Ekranizacje opowieści o Aladynie i czarodziejskiej lampie
- Cudowna lampa Aladyna – radziecki film z 1966 roku
- Lampa Aladyna – japoński film anime z 1982 roku
- Aladyn – amerykański film animowany wyprodukowany przez studio The Walt Disney Company w 1992 roku
- Aladyn: Powrót Dżafara – disnejowski film animowany z 1994 roku
- Aladyn i król złodziei – disnejowski film animowany z 1996 roku
- Baśnie z tysiąca i jednej nocy (odcinek 2) – francuski serial animowany z 1993 roku
- Aladyn  – disnejowski serial animowany, zrealizowany na podstawie filmów (1994-1995)
- Skarbczyk najpiękniejszych bajek (Cudowna lampa Aladyna - odcinek 1) – japoński serial animowany z 1995 roku
- Aladyn – indyjski serial telewizyjny (2007-2009)
- Aladyn – film fabularny, zrealizowany przez The Walt Disney Motion Pictures w 2019 roku